# Montipora elschneri
Espèce
Montipora elschneri est une espèce de coraux appartenant à la famille des Acroporidae.